# Giuncugnano
Giuncugnano település Olaszországban, Toszkána régióban, Lucca megyében. Lakosainak száma 538 fő (2008). Giuncugnano Fivizzano, Minucciano, Piazza al Serchio, Casola in Lunigiana és Sillano községekkel határos.

## Népesség
A település lakossága az elmúlt években az alábbi módon változott:

| 2008 | 538 |

 2015-ben egyesült Sillanóval, létrehozva Sillano Giuncugnanót.